# Pontiac 6000
Pontiac 6000 — среднеразмерный автомобиль, выпускавшийся с 1981 по 1991 год подразделением Pontiac компании General Motors.

## Описание
Впервые Pontiac 6000 был представлен в 1981 году. Сборка началась в 1982 году в кузовах двухдверное купе, четырёхдверный седан и пятидверный универсал. Платформу A-body автомобиль разделял с Oldsmobile Cutlass Ciera, Buick Century и Chevrolet Celebrity.
С 1982 по 1988 год Pontiac 6000 собирался в Ошаве. До окончания производства автомобиль собирался в Оклахоме, а с 1985 по 1989 год — в Слипи-Холлоу.
С 1983 по 1985 год выпускался спортивный автомобиль, получивший название 6000 STE. К 1984 году было выпущено более 122000 экземпляров.

## Двигатели
| Годы производства | Двигатель                              | Мощность            | Примечания |
| ----------------- | -------------------------------------- | ------------------- | ---------- |
| 1982—1991         | 2,5 л LR8 TBI «Tech IV» I4             | 90 л. с. (66 кВт)   |            |
| 1982—1986         | 2,8 л LE2 (двухкамерный карбюратор) V6 | 112 л. с. (82 кВт)  |            |
| 1982—1985         | 4,3 л LT7 (дизельный) V6               | 85 л. с. (63 кВт)   |            |
| 1983—1984         | 2,8 л LH7 (двухкамерный карбюратор) V6 | 135 л. с. (99 кВт)  | STE        |
| 1985—1986         | 2,8 л L44 MFI V6                       | 140 л. с. (103 кВт) | STE        |
| 1987—1989         | 2,8 л LB6 MFI V6                       | 130 л. с. (96 кВт)  |            |
| 1988—1989         | 3,1 л LH0 MFI V6                       | 135 л. с. (99 кВт)  | STE AWD    |
| 1990—1991         | 3,1 л LH0 MFI V6                       | 135 л. с. (99 кВт)  |            |

## Трансмиссии
- 1984—1986 Muncie (4-скор. МКПП) (с 2,5-литровым четырёхцилиндровым и 4,3-литровым дизельными двигателями)
- 1984—1988 Muncie/Getrag 5T40/HM282 (5-скор. МКПП) (с 2,8-литровым двигателем V6)
- 1982—1991 Turbo Hydramatic 125C/3T40 (3-скор. АКПП) (со всеми двигателями)
- 1985—1991 Turbo Hydramatic 440-T4/4T60 (4-скор. АКПП) (опционально с двигателями V6)

## Галерея
- 1984 Pontiac 6000 LE Coupé
- 1985 Pontiac 6000 STE
- 1986 Pontiac 6000
- 1987 Pontiac 6000
- 1987—1988 Pontiac 6000 LE
- 1989—1991 Pontiac 6000 LE
- 1989—1991 Pontiac 6000 Safari